# Ариелсон
Арие́лсон Сампа́йо Галва́н (порт.-браз. Arielson Sampaio Galvão; род. 5 сентября 2004, Порту-Велью) — бразильский футболист, нападающий клуба «Торреенсе».

## Карьера

### «Полесье» Житомир
В 2019 году футболист на юношеском уровне выступал за бразильский клуб «Аваи Рондония». В начале 2020 года футболист присоединился к клубу «Крузейро», где продолжал выступать на юношеском и молодёжном уровнях. В мае 2023 года футболист стал подтягиваться к матчам с основной командой клуба. В августе 2023 года футболист на правах арендного соглашения присоединился к украинскому «Полесью», соглашение с которым было рассчитано до конца сезона. Дебютировал за клуб футболист 18 августа 2023 года в матче против клуба ЛНЗ, выйдя в стартовом составе и отличившись затем дебютным забитым голом. На протяжении первой половины сезона футболист выступал за житомирский клуб в роли одного из основных игроков, отличившись забитыми голом и 2 результативными передачами. В начале 2025 года футболист выбыл из распоряжения украинского клуба. В марте 2024 года украинский клуб расторг арендное соглашение с футболистом.

### «Карпаты» Львов
В феврале 2024 года появилась информация, что футболист в скором времени присоединиться к львовскому клубу «Карпаты», при этом отказав «Днепру-1». В марте 2024 года футболист официально присоединился к львовскому клубу на правах арендного соглашения, которое рассчитано до конца сезона. Дебютировал за клуб футболист 29 марта 2024 года в матче против сумской «Виктории», выйдя на поле в стартовом составе. Первым результативным действием за клуб футболист отличился 19 апреля 2024 года в матче против клуба «Ингулец», отдав голевую передачу. По итогу сезона футболист вместе с клубом стал серебряным призёром чемпионата. На протяжении сезона футболист выступал за клуб в роли игрока замены, отличившись своей единственной результативной передачей. По окончании сезона футболист покинул украинский клуб по окончании срока действия арендного соглашения.

### «Торреенсе»
В июле 2024 года футболист перешёл в португальский клуб «Торреенсе», где отправился выступать в молодёжную команду.

## Достижения
«Карпаты» Львов
- Серебряный призёр Первой лиги Украины: 2023/24